# هم‌رزمان: حاصل خون
هم‌رزمان: حاصل خون (به انگلیسی Brother in Arms: Earned in Blood) عنوان یک بازی ویدئویی است که توسط شرکت بازی سازی جارباکس ساخته و در سال ۲۰۰۵ توسط یوبی سافت برای ویندوز، پلی استیشن ۲ و ایکس باکس انتشار یافته‌است. این بازی اول شخص دنباله بازی موفق برادران در ارتش: راه تپه شماره ۳۰ به شمار می‌آید.

## شخصیت اصلی بازی
جو هارستوک (به انگلیسی Joe Harstock)